# Fussball-Club Ruggell
Il Fussball-Club Ruggell, più noto come FC Ruggell, è una squadra non professionistica di calcio con sede a Ruggell, in Liechtenstein. Partecipa al campionato di calcio svizzero e milita in Terza Lega, la sesta divisione. Oltre al campionato svizzero, la squadra partecipa alla Liechtensteiner Cup, la coppa nazionale del Liechtenstein, senza tuttavia mai aggiudicarsi il titolo, pur essendo arrivata in finale per sette volte, l'ultima delle quali nel 2019.

## Palmarès

### Altri piazzamenti
- Coppa del Liechtenstein:

Finalista: 1962-1963, 1972-1973, 1977-1978, 1980-1981, 2000-2001, 2006-2007, 2018-2019
Semifinalista: 2005-2006, 2007-2008, 2013-2014, 2019-2020, 2021-2022, 2024-2025

## Rosa 2015-16
| N. |                          | Ruolo | Calciatore         |
| -- | ------------------------ | ----- | ------------------ |
| 1  | Liechtenstein (bandiera) | P     | Florian Meier      |
| 2  | Liechtenstein (bandiera) | D     | Daniel Eberle      |
| 3  | Liechtenstein (bandiera) | D     | Andreas Haber      |
| 4  | Liechtenstein (bandiera) | C     | Manuel Ritter      |
| 5  | Liechtenstein (bandiera) | C     | Fabian Koch        |
| 6  | Liechtenstein (bandiera) | D     | Benjamin Hasler    |
| 7  | Italia (bandiera)        | C     | Alessandro Pidroni |
| 8  | Liechtenstein (bandiera) | A     | Marc Frommelt      |
| 9  | Svizzera (bandiera)      | A     | Daniel Elmer       |
| 10 | Liechtenstein (bandiera) | A     | Constantin Marxer  |
| 11 | Liechtenstein (bandiera) | C     | Oliver Spalt       |

| N. |                          | Ruolo | Calciatore           |
| -- | ------------------------ | ----- | -------------------- |
| 12 | Liechtenstein (bandiera) | D     | Ronny Büchel         |
| 13 | Liechtenstein (bandiera) | C     | Claudio Alabor       |
| 14 | Liechtenstein (bandiera) | C     | Dominic Spalt        |
| 15 | Grecia (bandiera)        | A     | Alban Xhymshiti      |
| 16 | Liechtenstein (bandiera) | D     | Christian Ritter     |
| 17 | Liechtenstein (bandiera) | A     | Thomas Heeb          |
| 18 | Liechtenstein (bandiera) | C     | Sandro Hasler        |
| 19 | Liechtenstein (bandiera) | A     | Christoph Augsburger |
| 20 | Liechtenstein (bandiera) | A     | Philipp Augsburger   |
| 21 | Liechtenstein (bandiera) | P     | Andreas Marxer       |
| 22 | Liechtenstein (bandiera) | D     | Philipp Büchel       |

## Rosa 2009-10
| N. |                          | Ruolo | Calciatore          |
| -- | ------------------------ | ----- | ------------------- |
| 1  | Liechtenstein (bandiera) | P     | Nicolas Hemmerle    |
| 2  | Liechtenstein (bandiera) | D     | Daniel Eberle       |
| 3  | Liechtenstein (bandiera) | D     | David Oehri         |
| 4  | Liechtenstein (bandiera) | D     | Andreas Haber       |
| 5  | Liechtenstein (bandiera) | D     | Philipp Büchel      |
| 6  | Liechtenstein (bandiera) | A     | Alen Papikjan       |
| 7  | Liechtenstein (bandiera) | C     | Matthias Büchel     |
| 8  | Liechtenstein (bandiera) | D     | Marc Frommelt       |
| 9  | Liechtenstein (bandiera) | A     | Christian Carbonera |
| 10 | Liechtenstein (bandiera) | C     | Hamit Oergen        |
| 11 | Liechtenstein (bandiera) | C     | Oliver Spalt        |

| N. |                          | Ruolo | Calciatore         |
| -- | ------------------------ | ----- | ------------------ |
| 12 | Liechtenstein (bandiera) | D     | Patrick Büchel     |
| 13 | Liechtenstein (bandiera) | A     | Yasin Ünlü         |
| 14 | Liechtenstein (bandiera) | C     | Evandro Deveza     |
| 15 | Liechtenstein (bandiera) | D     | Fabian Koch        |
| 16 | Liechtenstein (bandiera) | A     | Orhan Tuncay       |
| 17 | Liechtenstein (bandiera) | C     | Sandro Hasler      |
| 18 | Liechtenstein (bandiera) | C     | Tolgahan Ünlü      |
| 19 | Liechtenstein (bandiera) | C     | Daniel Mijic       |
| 20 | Liechtenstein (bandiera) | C     | Philipp Augsburger |
| 21 | Liechtenstein (bandiera) | P     | Andreas Marxer     |
| 22 | Liechtenstein (bandiera) | C     | Benjamin Hasler    |